# Metoklopramid
Metoklopramid (MTC) – lek o działaniu przeciwwymiotnym i pobudzającym perystaltykę jelit, będący antagonistą receptorów dopaminergicznych. Jest często stosowany jako lek pomocniczy w terapii cytostatykami – dla łagodzenia nudności i innych działań niepożądanych tych leków. Działanie przeciwwymiotne jest spowodowane nie tylko blokowaniem przekaźnictwa w neuronach dopaminergicznych, ale też antagonizmem receptorów serotoninergicznych 5HT3, co powoduje przyspieszenie perystaltyki i wspomaga opróżnianie żołądka.
Metoklopramid jest również stosowany w diagnostyce hiperprolaktynemii.

## Wskazania
- wymioty
- nudności
- czkawka
- gastropatia cukrzycowa
- chemioterapia[1]

## Przeciwwskazania
- wiek poniżej 2 lat
- guzy nadnerczy
- mechaniczna niedrożność jelit
- prolaktynoma
- padaczka
- krwawienie z przewodu pokarmowego
- pierwszy trymestr ciąży[1]

## Działania niepożądane
- zmęczenie
- senność
- zawroty i bóle głowy
- akatyzja
- hiperprolaktynemia prowadząca do mlekotoku.
- ostra dystonia
- ginekomastia
- biegunka[1]

Lek może powodować również nasilenie zaburzeń depresyjnych, w szczególności u osób z depresją w wywiadzie. Do rzadkich działań niepożądanych należą: agranulocytoza, częstoskurcz nadkomorowy, hiperaldosteronizm, złośliwy zespół neuroleptyczny i dyskinezy późne. Ryzyko wystąpienia późnych dyskinez rośnie wraz z czasem trwania leczenia i skumulowaną dawką leku dostarczoną do organizmu. Wykazano, że zachorowania wystąpiły u około 20% pacjentów, u których stosowano metoklopramid dłużej niż 12 tygodni. FDA zaleca ograniczenie czasu podawania metoklopramidu do maksymalnie 12 tygodni, poza rzadkimi przypadkami, dla których korzyści terapeutyczne przewyższają ryzyko rozwoju dyskinezy późnej.

## Preparaty
- Pramidin (Crinos)
- Metoclopramidum  (Polpharma)
- Migpriv (preparat złożony: acetylosalicylan DL-lizyny, metoklopramid)
- Migralgan (preparat złożony: karbasalat, metoklopramid)